# 带岭乌头
带岭乌头（学名：Aconitum birobidshanicum）为毛茛科乌头属下的一个种。

## 扩展阅读
- 維基物種上的相關：带岭乌头